# 101 Dalmatinere II - Kvik på eventyr I London
101 Dalmatinere II – Kvik på eventyr I London (originaltitel 101 Dalmatians II: Patch's London Adventure) er en tegnefilm fra 2003 og efterfølgeren til Disney-filmen 101 Dalmatinere fra 1961. 

## Stemmer

### Danske
- Cruella de Vil – Birgitte Raaberg
- Kvik – Andreas Jessen
- Tordenbrag – Jens Jacob Tychsen
- Lynild – Per Pallesen
- Heinz – Søren Sætter-Lassen
- Pongo – Lars Lippert
- Robert – Søren Spanning
- Anita – Pauline Rehné
- Harry – Michael Boesen
- Jesper – Bertel Abildgaard
- Perle – Jette Sievertsen
- Stuepige – Grethe Mogensen
- Producer – Peter Zhelder

### Øvige medvirkende
- Julian K.E.Baltzer
- Thea Iven Ulstrup
- Lukas Forchhammer
- Rasmus Albeck
- Torben Sekov
- Thomas Mørk
- Henrik Koefoed
- Louise Engell
- Anders Ørsager
- Johnny Jørgensen
- Mads Lumholt
- Per Spangsberg
- Uri Pais

### Originale stemmer
- Susanne Blakeslee som Cruella de Vil
- Bobby Lockwood som Kvik (engelsk: Patch)
- Barry Bostwick som Tordenbrag (engelsk: Thunderbolt)
- Jason Alexander som Lynild (engelsk: Lil' Lightning)
- Martin Short som Heinz (engelsk: Lars)
- Samuel West som Pongo
- Kath Soucie som Perle  (engelsk: Perdita)
- Tim Bentinck som Robert Radcliffe (engelsk: Roger)
- Jodi Benson som Anita Radcliffe
- Jeff Bennett som Jesper (engelsk: Jasper)
- Maurice LaMarche som Harry  (engelsk: Horace)
- Eli Russel Linnetz som Rollo (engelsk: Rolly)
- Kasha Kropinski som Penny
- Tara Strong som Two-Tone
- Kathryn Beaumont som Crystal
- Mary MacLeod som Stuepige
- Ben Tibberas som Lucky
- Michael Lerner som Producer
- Jim Cummings som Dirty Dawson

Øvrige medvirkende: Kathryn Beaumont, Ursula Brooks, Corey Burton, Jim Cummings, Aria Noelle Curzon, Sophie Heyman, Nikita Hopkins, Daamen Krall, Kasha Kropinski, Joe Lavery, Peter Lavin, Eli Russell Linnetz, Nicolette Little, Nick Meaney, Sean Michael, Cornelia O'Herlihy, Rob Paulsen, Phil Proctor, Clive Revill, MacKenzie Sells, Kath Soucie, Tara Strong, Clive Swift, Ben Tibber,og Frank Welker

## Eksternt link
- 101 Dalmatinere II - Kvik på eventyr I London på Internet Movie Database (engelsk)
- 101 Dalmatinere II - Kvik på eventyr I London på Filmdatabasen
- 101 Dalmatinere II - Kvik på eventyr I London på danskefilm.dk
- 101 Dalmatinere II - Kvik på eventyr I London i Svensk Filmdatabas (svensk)
- 101 Dalmatinere II - Kvik på eventyr I London på AlloCiné (fransk)
- 101 Dalmatinere II - Kvik på eventyr I London på MovieMeter (nederlandsk)
- 101 Dalmatinere II - Kvik på eventyr I London på AllMovie (engelsk)
- 101 Dalmatinere II - Kvik på eventyr I London på The Movie Database (engelsk)
- 101 Dalmatinere II - Kvik på eventyr I London på Rotten Tomatoes (engelsk)
- 101 Dalmatinere II - Kvik på eventyr I London på Filmaffinity (engelsk)